# Brasil en los Juegos Olímpicos de la Juventud 2018
Brasil compitió en los Juegos Olímpicos de la Juventud 2018 en Buenos Aires, Argentina, celebrados entre el 6 y el 18 de octubre de 2018. El comité olímpico brasileño fue conformado por 79 atletas en 24 disciplinas y obtuvo dos medallas doradas, cuatro de plata y siete de bronce en las justas deportivas.

## Medallero
| Medalla       | Oro | Plata | Bronce | Total |
| ------------- | --- | ----- | ------ | ----- |
| TOTAL OFICIAL | 2   | 4     | 7      | 13    |

## Tiro con arco
Brasil clasificó a un arquero por su desempeño en el Mundial Juvenil de Tiro con Arco de 2017. Más adelante clasificó a una arquera por su desempeño en el Torneo de Calificación Americano.
- Individual masculino – Mateus Almeida
- Individual femenino – Ana Luiza Caetano

## Atletismo
- 100 m Masculino – Lucas Rodrigues da Silva
- 200 m Masculino – Lucas Vilar
- 400 m Masculino – Douglas Mendes
- 800 m Masculino – Pedro Tombolim de Souza
- 1500 m Masculino – Lucas Pinho Leite
- 110 m obstáculos Masculino – Marcos Paulo Ferreira
- 400 m obstáculos Masculino – Caio Teixeira
- 10 km marcha Masculino – Bruno Lorenzetti Nascimento
- Salto largo – Adrian Vieira
- Salto de altura – Elton Petronilho
- Javalina – Guilherme Soares
- Disco – Vitor Motin
- 100 m Femenino – Vitória Jardim
- 200 m Femenino – Letícia Lima
- 400 m Femenino – Erica Cavalheiro
- 400 m obstáculos Femenino – Jéssica Moreira
- 2000 m obstáculos Femenino – Letícia Belo
- Salto largo Femenino – Lissandra Campos
- Salto triple Femenino – Nerisnélia Sousa
- Javalina Femenino – Bruna de Jesus

## Bádminton
Brasil clasificó a dos jugadores en esta disciplina.
- Masculino – Fabrício Farias
- Femenino – Jaqueline Lima

## Baloncesto
Brasil clasificó a un equipo masculino en esta categoría.
- Torneo masculino – 1 equipo de 4 atletas

## Voleibol playa
Brasil clasificó a un equipo femenino.
- Torneo masculino – Gabriel Zuliani y João Pedro Moreira
- Torneo femenino – Ana Carolina dos Santos y Thamela Galil

## Boxeo
- Equipo masculino – 3 atletas
  - Kauê Belini
  - Keno Machado
  - Luiz Gabriel de Oliveira

## Piragüismo
Brasil clasificó un bote para este evento.
- Masculino – Diego Nascimento

## Ciclismo
Brasil calificó a un equipo combinado de mujeres en base a su clasificación en el Ranking de Naciones Juvenil. También clasificaron a un equipo mixto de carreras de BMX y dos atletas en BMX freestyle basado en su desempeño en el Campeonato Mundial de Ciclismo Urbano de 2018.
- Equipo femenino combinado – Amanda Kunkel y Bruna Saalfeld Elias
- BMX carreras – Vitor Marotta y Eduarda Bordignon
- BMX freestyle – Wesley Velho y Maitê Barreto

## Equitación
Brasil clasificó a un atleta con base en el ranking mundial del FEI.
- Salto individual – Philip Greenlees

## Futsal
Brasil clasificó a un equipo masculino, que tras vencer al combinado ruso en la final por 4:1, se hizo acreedor de la medalla de oro.
- Equipo masculino - 10 atletas
  - Breno Rosa
  - Caio Valle
  - Françoar Rodrigues
  - Guilherme Sanches
  - João Victor Sena
  - Mateus Barbosa da Silva
  - Matheus Batista
  - Wesley de França
  - Vitor Henrique da Silva
  - Yuri Gavião

## Gimnasia

### Artística
Brasil clasificó dos gimnastas.
- Masculino individual – Diogo Brajão Soares
- Femenino individual – Laura Leonardo

### Rítmica
Brasil clasificó una gimnasta en esta categoría.
- Individual femenino – Maria Eduarda Arakaki

## Judo
- Peso ligero masculino – João Vitor dos Santos
- Peso ligero femenino – Eduarda Rosa

## Pentatlón moderno
Brasil clasificó a una atleta en esta disciplina.
- Individual femenino - Maria Ieda Guimarães

## Remo
Brasil clasificó a un bote en esta disciplina.
- Masculino individual – Marco Misasi

## Natación
- Eventos masculinos – 4 atletas
  - André Luiz de Souza
  - Lucas Peixoto
  - Murilo Sartori
  - Vitor de Souza

- Eventos femeninos – 4 atletas
  - Ana Carolina Vieira
  - Fernanda de Goeij
  - Maria Pessanha
  - Rafaela Raurich

## Taekwondo
- 55 kg femenino – Sandy Macedo

## Tenis de mesa
Brasil clasificó a dos atletas en esta disciplina.
- Individual masculino – Guilherme Teodoro
- Individual femenino – Bruna Takahashi

## Tenis
Brasil clasificó a un tenista basado en el ranking ITF Junior.
- Individual masculino – Gilbert Soares Klier Júnior

## Triatlón
Brasil clasificó a dos atletas en esta disciplina.
- Individual masculino – Pedro Boff da Silva
- Individual femenino – Giovanna Lacerda

## Lucha
- Evento masculino – Igor de Queiroz
- Evento femenino – Heloísa Martinez